# Нацовци
Нацовци е село в Северна България. То се намира в община Велико Търново, област Велико Търново.

## География
Селото се намира на около 14 километра южно от Велико Търново на брега на река Белица. Край него минава проходът Хаинбоаз (Проход на републиката). Населението, заедно с жителите на близките селца Големани, Малчовци и Върлинка, възлиза на около 50 души. В последните години се обособява като вилна зона. Заобиколено от полите на Балкана, то е привлекателно място за отдих и туризъм.

## История
Селището възниква около 1830 г. Устни предания говорят за романтичната любов на ратайчето от Килифарево Наца и манастирския слуга Петър. Благосклонният игумен на манастира им дава парче земя, където свиват семейното си гнездо. Там възниква село Нацовци. По-късно, по повод преустройството на Килифаревския манастир „Рождество Богородично“, от тревненското село Бърдени там се преселват 5 семейства на майстори – строители. След години се преселват и някои балканджии.

## Население
Численост на населението според преброяванията през годините:
| \| Година на преброяване \| Численост \| \| --------------------- \| --------- \| \| 1934 \| 189 \| \| 1946 \| 164 \| \| 1956 \| 162 \| \| 1965 \| 154 \| \| 1975 \| 117 \| \| 1985 \| 78 \| \| 1992 \| 67 \| \| 2001 \| 57 \| \| 2011 \| 48 \| \| 2021 \| 63 \| |           |
| Година на преброяване | Численост |
| 1934 | 189       |
| 1946 | 164       |
| 1956 | 162       |
| 1965 | 154       |
| 1975 | 117       |
| 1985 | 78        |
| 1992 | 67        |
| 2001 | 57        |
| 2011 | 48        |
| 2021 | 63        |

### Етнически състав
Преброяване на населението през 2011 г.
Численост и дял на етническите групи според преброяването на населението през 2011 г.:
|                     | Численост | Дял (в %) |
| Общо                | 48        | 100.00    |
| Българи             | 46        | 95.83     |
| Турци               |           |           |
| Цигани              | 0         | 0.00      |
| Други               | 0         | 0.00      |
| Не се самоопределят |           |           |
| Неотговорили        | 0         | 0.00      |

## Културни и природни забележителности
На два километра югоизточно от селото се намира „Калето“ – останки от стария Килифаревски манастир. По времето на Второто българско царство там е била книжовната школа на Теодосий Търновски. Има много легенди за злато, хвърлено в кладенеца (дълбок около 20 м.) пред манастира от бягащите от турците монаси. През 19 век е възстановен на ново място - на около километър на юг от Нацовци, близо до реката. Пътят за него минава през самото село. Преди манастира има стара воденица, която пустее и се руши. Действала от турски времена, градена от камък и работеща до към 2000-та година, за нуждите на светата обител, днес е изоставена на произвола на природата. На близо има хотел-ресторант с басейн, но мостът разделящ го от Манастира и с.Нацовци е разрушен от прииждащата стихия на селската река, която пролетно време няма нищо общо с кротката река Белица, през лятото и есента. Районът предлага непритенциозни възможности за отдих, риболов и туризъм, на хиляди натуралисти, природолюбители, бягащи от жегата в големия град. Подслон на туристи и еколюбители се предлага и в селото, и в манастира.

## Редовни събития
- На 8 септември всяка година е празникът на манастира. Тогава е и съборът на селото.

## Други
За любителите на природата и туризма мястото предлага възможности за разходки до съседните балкански села. Ходене на „Синия вир“ – страхотно място с естествено джакузи в чистата река.